# Petrus Van der Velden
Petrus van der Velden (5 de mayo de 1837–11 de noviembre de 1913), también conocido como Paulus van der Velden, fue un artista holandés que pasó gran parte de su carrera en Nueva Zelanda .

## Biografía y carrera en los Países Bajos
Petrus van der Velden nació en Róterdam; sus padres eran Jacoba van Essel y Joannes van der Velden, encargado de almacén. Petrus comenzó a tomar lecciones de dibujo alrededor de los 13 años y posteriormente se convirtió en aprendiz de litógrafo. En 1858 fundó una empresa de impresión litográfica en Róterdam con su socio comercial JG Zijderman.
Los primeros cuadros que se conocen de van der Velden datan de alrededor de 1864; en 1867 cerró la imprenta y comenzó a pintar y exhibir a tiempo completo. Estudió en las academias de Róterdam y Berlín. En 1868 se matriculó en la Academia de Arte de Róterdam. Tras una estancia en la isla de Marken (1871-1873), vivió en La Haya o sus alrededores hasta 1888 y formó parte de la Escuela de La Haya en sus orígenes artísticos y estilísticos. Durante este período pintó principalmente escenas de género como The Dutch Funeral (1872, colección de la Christchurch Art Gallery) y Old Cellist (1887, La Haya, Gemeentemus.); también realizó algunos paisajes, por ejemplo Snow on the Sand Dunes (1889-1890, colección del Museo de Nueva Zelanda Te Papa Tongarewa). Su obra de este período muestra una tensión entre el naturalismo y el realismo romántico al estilo de Jozef Israëls .

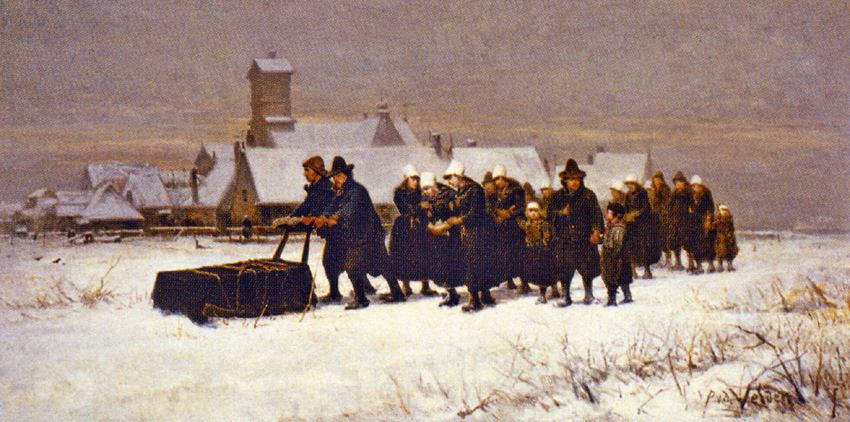
El funeral holandés, 1872

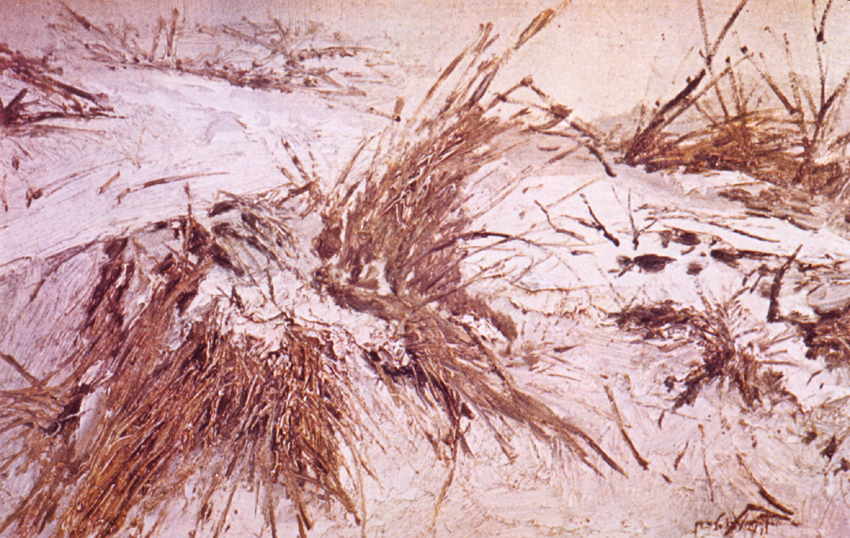
Nieve en las dunas de arena, 1880

## Vida y carrera en Nueva Zelanda
No se sabe exactamente por qué Van der Velden, a la edad de 53 años, emigró a Nueva Zelanda en 1890 con su esposa e hijos (una hija y dos hijos), pero fue apoyado por Gerrit van Asch, el fundador de la Sumner School for the Deaf. Van der Velden llegó a Christchurch, donde permaneció hasta 1898. 

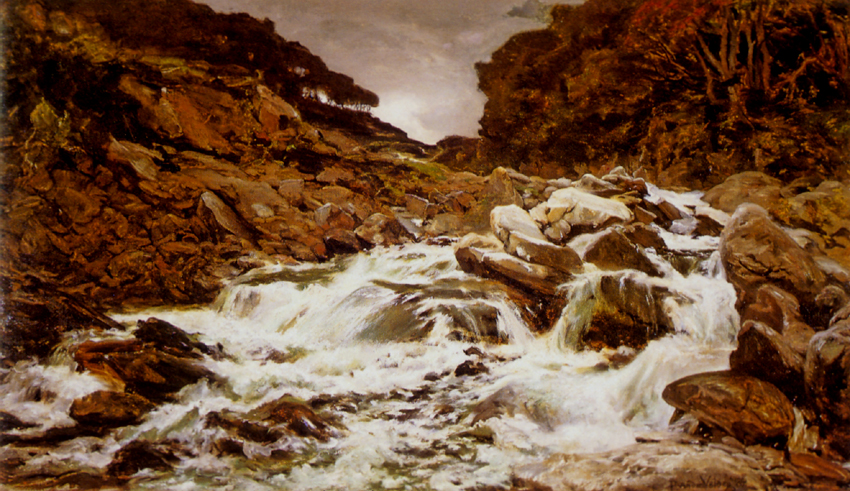
Cascada en el Otira (también conocido como Mountain Stream), 1891

Fue durante la década de 1890 cuando van der Velden descubrió el desfiladero de Otira, en la costa oeste, lo que le proporcionó su tema más exitoso y duradero. El primer viaje tuvo lugar en enero-febrero de 1891 y la principal obra producida fue Waterfall in the Otira (también conocido como Mountain Stream) (1891). Van der Velden trató el paisaje de Otira como una oportunidad para evocar lo sublime y buscó oportunidades adecuadas para representarlo; como recordó un estudiante suyo más tarde:
La última vez que estuve en Otira, un habitante del lugar que recordaba a Van der Velden me dijo que el holandés estaba evidentemente muy loco. ¿Evidentemente? Sí; porque en todas las ocasiones en que el trueno rodaba, el viento aullaba y la lluvia arreciaba, van der Velden se adentraba en el desfiladero, mientras que en todas las ocasiones en que el sol brillaba desde un cielo sin nubes, se tumbaba de espaldas a la hierba cerca del hotel y dormía.
Waterfall in the Otira se mostró en exposiciones de la sociedad de arte en Auckland, Christchurch y Dunedin, y recibió considerables elogios de la crítica. La pintura fue adquirida por la Sociedad de Arte de Otago para la colección de la Galería de Arte Pública de Dunedin en 1893 por la importante suma de 300 libras esterlinas. Van der Velden regresó a las áreas de Otira Gorge y Arthurs Pass en el invierno de 1893, cuando agregó Mount Rolleston a sus motivos de Otira. Aunque van der Velden solo hizo dos viajes de bocetos a Otira, volvió a los temas muchas veces, incluso cuando vivía en Wellington en la década de 1910. Ejemplos de estos trabajos posteriores incluyen Mount Rolleston, Otira Gorge, West Coast, New Zealand (alrededor de 1911), ahora en la colección del Museo de Nueva Zelanda Te Papa Tongarewa, y Otira Gorge (1912) en el colección de la Galería de Arte de Auckland .
E 1894, van der Velden había aceptado estudiantes, entre los que se encontraban Sídney Thompson, Robert Procter, Cecil Kelly, Elizabeth Kelly, Leonard Booth y Raymond McIntyre . Su método de enseñanza hacía hincapié en adquirir un conocimiento íntimo del tema mediante la realización de numerosos dibujos y estudios.

## Vida y carrera en Australia
Van der Velden y su familia se embarcaron hacia Sídney en abril de 1898. Poco se sabe de su estancia en Sídney, aunque una obra pintada en Christchurch, Desilusionado (también conocido como El futuro triste ) se vendió a la Galería de Arte de Nueva Gales del Sur por 400 libras esterlinas. 
Sophia van der Velden murió en Australia el 1 de mayo de 1899. Su hija Riek regresó a Nueva Zelanda en 1890. Van der Velden pasó los primeros tres meses de 1901 viviendo en el Hospital Carrington para Convalecientes en Camden, en las afueras de Sídney.

## Regreso a Nueva Zelanda y muerte
En Sídney, van der Velden conoció a su segunda esposa, Australia Wahlberg. En enero de 1904, él y Australia partieron hacia Wellington, Nueva Zelanda: se casaron en Wellington dos semanas después de su llegada, el 4 de febrero. Su hijo Noel nació el día de Navidad de 1905 pero murió 26 días después. 
Un segundo hijo, la hija de la pareja, Melba (llamada así por Dame Nellie Melba, a quien el pintor admiraba mucho) nació en mayo. Durante una visita a Auckland, van der Velden contrajo bronquitis y murió de insuficiencia cardíaca el 11 de noviembre de 1913. Fue enterrado en una tumba sin nombre en el cementerio de Waikaraka; Australia y Melba van der Velden regresaron a Sídney en 1914. 

## Galería

Works by Petrus Van der Velden
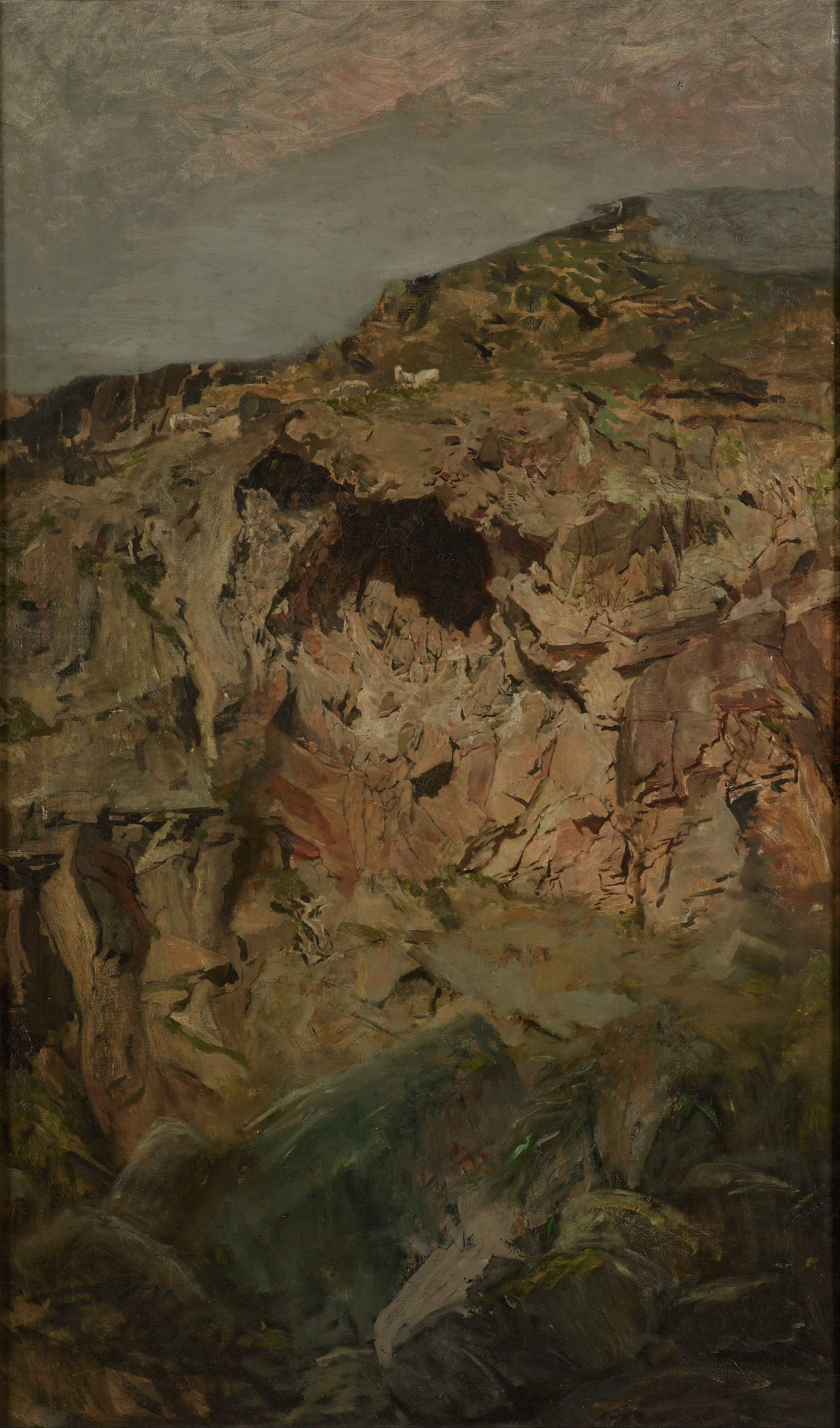
Estudio de rocas, hacia 1890 (Te Papa, Wellington)
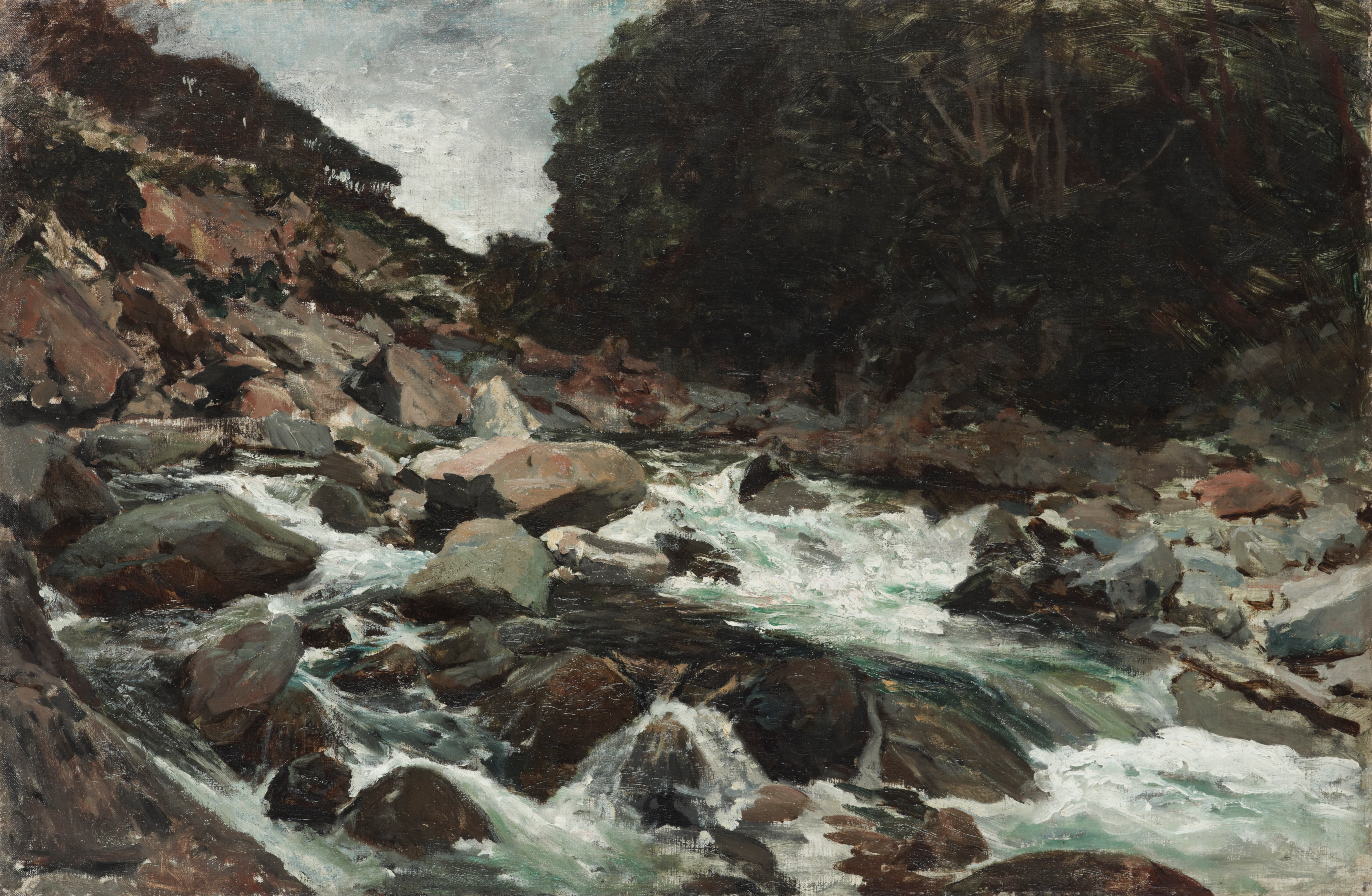
Arroyo de montaña, Garganta de Otira, hacia 1893 (Te Papa, Wellington)
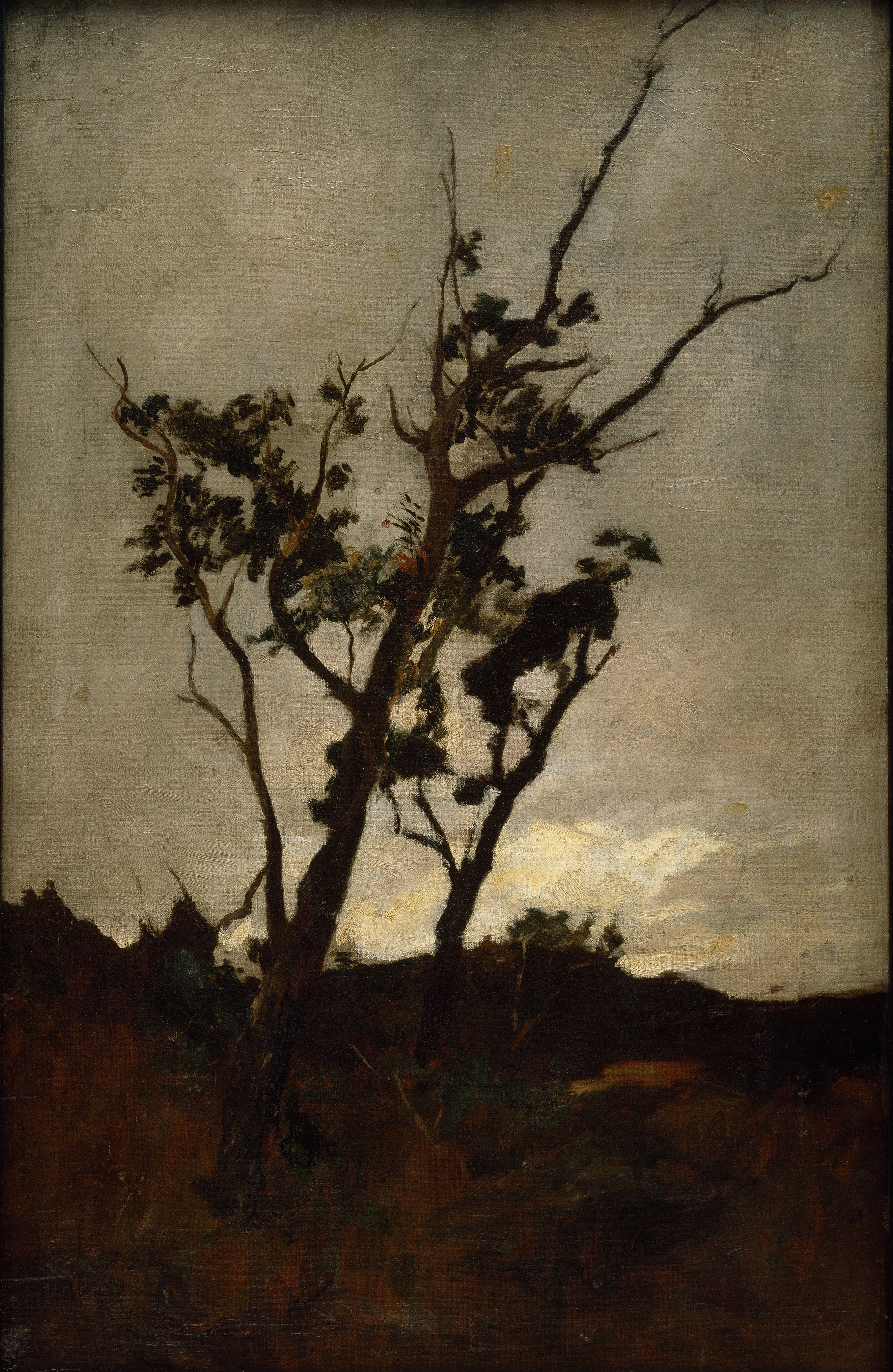
Estudio de árboles, 1893-1898 (Te Papa, Wellington)
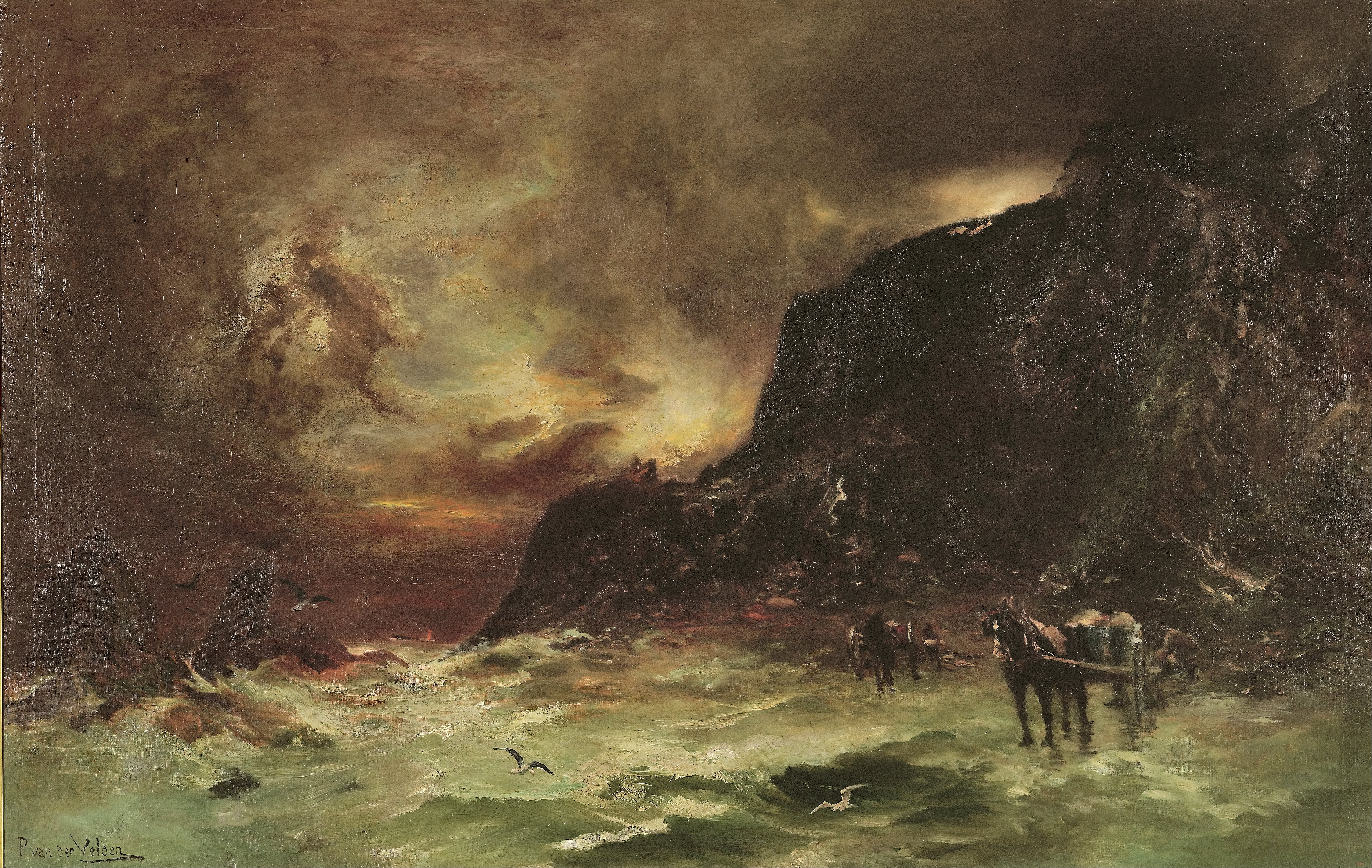
Tormenta en Wellington Heads, alrededor de 1908 (Te Papa, Wellington)